# Wacław Dziewanowski
Wacław Dziewanowski (ur. 20 września?/2 października 1870 w Olchowcu na Kijowszczyźnie zm. we wrześniu 1944 w Warszawie) – generał major armii Imperium Rosyjskiego, generał brygady Wojska Polskiego.

## Życiorys

### Młodość, służba w carskiej armii
Urodził się w rodzinie Andrzeja i Stefanii z Mulewiczów. Naukę pobierał w I gimnazjum w Kijowie. W armii carskiej od 30 czerwca 1891 roku. W 1893 roku ukończył edukację w Szkole Junkrów w Kijowie. Początkowo przydzielony do 14 brygady artylerii. W 1899 roku ukończył Nikołajewską Akademię Sztabu Generalnego w Petersburgu. Następnie przydzielony do Warszawskiego Okręgu Wojskowego, do sztabu 18 Dywizji Piechoty. W latach 1901–1904 pomocnik starszego adiutanta sztabu Warszawskiego Okręgu Wojskowego. W latach 1904–1905 piastował stanowisko oficera sztabowego do specjalnych poruczeń przy sztabie 5 Korpusu Armijnego. W latach 1905–1907 zarządzał ruchem transportów kolejowym i wodnym w Zabajkalu. W latach 1906–1907 dowodził również kompanią w 13 Pułku Strzelców. W okresie od lutego do września 1907 roku przydzielony do dyspozycji dowódcy wojsk w Odeskim Okręgu Wojskowym. Następnie, do 1909 roku kierował budowlanym oddziałem sztabu ówczesnej Nowogieorgijewskoj twierdzy. W 1908 roku dodatkowo dowodził batalionem w 72 Tulskim Pułku Piechoty. W dalszej kolejności zarządzał transportem w Odeskim Okręgu Wojskowym. 
Uczestniczył w I wojnie światowej, początkowo na stanowisku dowódcy 1 Lejb-Grenadierskiego Jekaterinosławskiego Pułku. Od grudnia 1915 roku dowodził ruchem wojsk Odeskiego Okręgu Wojskowego. Od kwietnia 1916 roku w sztabach frontu północnego i zachodniego. W 1917 roku zgłasza się w Kijowie do II Korpusu Polskiego, służby jednak nie objął.

### Służba w Armii Ochotniczej
Do armii generała Denikina wstępuje w końcu 1918 roku. Początkowo zarządza transportem  Ochotniczej Armii Krymsko-Azowskiej generała Aleksandra Borowskiego. Następnie od marca 1919 roku kieruje wojskową misją we Włoszech. Później po krótkim pobycie w Bułgarii przedostaje się do Polski.

### Służba w WP i późniejsze losy
Do Wojska Polskiego przyjęty 1 października 1921 roku w stopniu generała brygady za starszeństwem z 1 czerwca 1919 (w 1928 był zweryfikowany z lokatą 3). W latach 1922–1925 zastępca dowódcy Okręgu Korpusu Nr. V w Krakowie. Od 1926 roku na stanowisku komendanta Doświadczalnego Centrum Wyszkolenia w Rembertowie 1 maja 1930 roku przechodzi w stan spoczynku. Osiedlił się w Warszawie, gdzie zginął w Szpitalu Wolskim w czasie powstania warszawskiego.

## Awanse
- podporucznik – 1893,
- porucznik – 1896,
- sztabskapitan – 1899,
- kapitan – 1901,
- podpułkownik – 1904,
- pułkownik – 1908,
- generał major – 1915,
- generał brygady – 1921 (WP)

## Ordery i odznaczenia
- Order Świętej Anny II klasy (1907)
- Order Świętego Stanisława II klasy (1906)
- Order Świętego Stanisława III klasy (1902)
- Order Świętego Włodzimierza III klasy (1911)
- Order Świętego Włodzimierza IV klasy (1905)
- Miecze do Orderu Świętego Włodzimierza (1916)
- Krzyż Komandorski Orderu Gwiazdy Rumunii (Rumunia)
- Krzyż Komandorski Orderu Daniły I (Czarnogóra)
- Order Wschodzącego Słońca III klasy (Japonia)